# Verdrag van Parijs (mei 1857)
Verdrag van Parijs ter regeling van de Neuchâtelcrisis van 26 mei 1857 was een verdrag tussen Zwitserland en de Europese grootmachten Pruisen, het Tweede Franse Keizerrijk, het Keizerrijk Oostenrijk, het Keizerrijk Rusland en Verenigd Koninkrijk van Groot-Brittannië en Ierland dat een einde maakte aan de Neuchâtelcrisis en de internationale spanningen omtrent de suzereiniteit van het Zwitserse kanton Neuchâtel.

## Aanleiding
Het Congres van Wenen kende in 1814 het Vorstendom Neuchatel toe aan de Confederatie van de XXII kantons, al behield de koning van Pruisen de suzereiniteit over dit gebied. Na de Revolutie in Neuchâtel in 1848 schafte men het koninklijk bestuur van Frederik Willem IV van Pruisen echter af en voerde men de republiek in als regeringsvorming van dit Zwitserse kanton. Enkele jaren later, in september 1856, vond er vervolgens een poging tot monarchistische staatsgreep plaats, die evenwel mislukte. Deze gebeurtenissen deden de diplomatieke spanning tussen Zwitserland en Pruisen toenemen. Op 27 december 1856 benoemde de Zwitserse Bondsvergadering zelfs Guillaume-Henri Dufour tot generaal en gaf heb de opdracht de Zwitserse grenzen aan de Rijn te versterken.

## Conferentie van Parijs
Napoleon III, de keizer van het Tweede Franse Keizerrijk, vreesde de negatieve gevolgen voor zijn land van een eventuele Pruisische inval in Zwitserland en besloot daarom om in Parijs een conferentie door te laten gaan om de Neuchâtelcrisis diplomatiek op te lossen. Deze conferentie vond plaats van 5 tot 26 mei 1857. Naast Zwitserland en Pruisen waren ook de Europese grootmachten van het Congres van Wenen op deze conferentie vertegenwoordigd.
Aan het einde van deze conferentie sloten de betrokken landen een verdrag dat op 26 mei 1857 door de verschillende gevolmachtigden werd ondertekend. Hieronder een overzicht van de ondertekenaars van het verdrag.
| Land                | Vertegenwoordiger | Vertegenwoordiger                    | Functie                                              |
| ------------------- | ----------------- | ------------------------------------ | ---------------------------------------------------- |
| Zwitserland         |                   | Johann Konrad Kern                   | Vertegenwoordiger van de Zwitserse Bondsraad         |
| Oostenrijk          |                   | Joseph Alexander von Hübner          | Vertegenwoordiger van het Keizerrijk Oostenrijk      |
| Frankrijk           |                   | Alexandre Colonna-Walewski           | Frans minister van Buitenlandse Zaken                |
| Verenigd Koninkrijk |                   | Henry Richard Charles Wellesley      | Ambassadeur van het Verenigd Koninkrijk in Frankrijk |
| Pruisen             |                   | Maximilian von Hatzfeldt-Trachenberg | Ambassadeur van Pruisen in Frankrijk                 |
| Rusland             |                   | Pavel Kiseljov                       | Ambassadeur van Rusland in Frankrijk                 |

## Verdragsbepalingen
Het verdrag bepaalde dat de koning van Pruisen, alsook zijn opvolgers, afstand zouden doen van hun rechten op het Vorstendom Neuchâtel. De verdragspartijen erkenden tevens de autonomie van het kanton Neuchâtel en het lidmaatschap van het kanton van de Zwitserse Confederatie. De Confederatie beloofde dan weer de kosten die de mislukte monarchistische revolutie met zich had meegebracht op zich te nemen. De monarchistische opstandelingen kregen bovendien collectief gratie voor hun opstand.
Na de ondertekening van het verdrag op 26 mei 1857 keurde de Zwitserse Bondsvergadering het verdrag goed op 12 juni 1857. Op 16 juni 1857 trad het verdrag vervolgens in werking.